# 高岩山摩崖石刻
高岩山摩崖石刻，位于中国广西壮族自治区鹿寨县高岩山白象岩，为一个省级文物保护单位，类型为石刻，为第四批广西壮族自治区文物保护单位，公布时间为1994年7月8日。
高岩山摩崖石刻的历史年代为宋－清。